# Jiří Vlček (fotbalista)
Jiří Vlček (* 25. března 1975) je bývalý český fotbalista.

## Fotbalová kariéra
V české lize hrál za SK Dynamo České Budějovice. Nastoupil ve 1 ligovém utkání.

## Ligová bilance
| Ročník                          | Zápasy | Góly | Klub                       |
| ------------------------------- | ------ | ---- | -------------------------- |
| 1. česká fotbalová liga 1995/96 | 1      | 0    | SK Dynamo České Budějovice |
| CELKEM 1. česká liga            | 1      | 0    |                            |